# Camillo Ruspoli
Pour les articles homonymes, voir Camillo Ruspoli (homonymie).
Don Camillo Carlo Luigi dei Principi Ruspoli (né le 16 janvier 1865 à Florence et mort dans la même ville le 7 novembre 1944 ) est un aristocrate italien et espagnol, fils de Luigi Ruspoli, 3e marquis de Boadilla del Monte et de sa deuxième épouse, Donna Emilia, Nobile Landi.
Il est le 4e Marquis de Boadilla del Monte avec des armoiries de Ruspoli (Lettre du 28 mars, 1894).

## Mariage
Il s'est marié à Florence le 7 octobre 1897 à Emilia dei Conti Orlandini del Becuto (Florence, 18 avril 1873 – ?), avec laquelle il a eu deux fils:
- Don Luigi Francesco Maria dei Principi Ruspoli (Florence, le 31 août 1898 - Florence 6 novembre 1944), non marié et sans descendance
- Paolo Ruspoli (Florence, le 8 septembre 1899 - 1969), non marié et sans descendance

## Sources
- Araújo e Valdez, Afonso Domingos de; Rui Dique Travassos (1938) (in Portuguese) (3 Volumes). Livro de Oiro da Nobreza. II. Lisbon

- Hobbs, Nicolas (2007). "Grandes de España" (in Spanish)[1]. Retrieved 15 October 2008.

- Instituto de Salazar y Castro (in Spanish). Elenco de Grandezas y Titulos Nobiliarios Españoles. periodic publication

- "Ruspoli de Godoy Genealogy". 2007[2]. Retrieved 15 February 2009.